# 林祖儀
林祖儀（1984年2月5日—），台湾作家、創業家、社會運動者，國立政治大學哲學系、政大經濟學研究所碩士，現為財金博股份有限公司執行長、寓意科技股份有限公司財務長、沃草有限公司執行長、社企流股份有限公司財務長、割闌尾計畫發言人、台灣金融研訓院講師、經濟部中小企業處講師、臺北市文山社區大學經濟學講師。
林祖儀學生時期便开始推廣財金教育，於2012年與前中華電信財務長謝劍平和幾位夥伴共同創立財金博學院。
近來關注也逐漸投向社會運動，林祖儀在太陽花學運期間發起集資買下《紐約時報》頭版廣告。
2021年5月20日，沃草發出官方聲明表示：林祖儀長期挪用沃草資金為己用，涉犯業務侵占、偽造文書、背信、違反商業會計法等罪；沃草已委託律師，於本日向台北地檢署對林祖儀提出刑事告訴。
2024年8月28日，台北地檢署偵查終結，依業務侵占、偽造文書、背信、違反商業會計法等罪將林祖儀起訴。